# جيراردو رودريغيز (ملحن)
جيراردو رودريغيز (بالإسبانية: Gerardo Matos Rodríguez) (و. 1897 – 1948 م) هو ملحن، وعازف بيانو، وموزع (موسيقى)، وصحفي أوروغوياني، ولد في مونتفيدو، يستخدم آلات بيانو، بدأ مشواره المهني سنة 1917، توفي في مونتفيدو، عن عمر يناهز 51 عاماً.

## وصلات خارجية
- جيراردو رودريغيز على موقع IMDb (الإنجليزية)
- جيراردو رودريغيز على موقع ميوزك برينز (الإنجليزية)

- جيراردو رودريغيز في قاعدة بيانات الأفلام على الإنترنت